# Верофарм
Верофарм — российская фармацевтическая компания, производитель лекарств. Полное наименование — Акционерное общество «Верофарм».

## Акционеры
Уставный капитал общества, разделён на 10 000 000 обыкновенных именных акций, номинальной стоимостью 1 рубль каждая.
Основным акционером компании является американская химико-фармацевтическая корпорация Abbott. Через материнскую компанию «Верофарм» — ООО «ГарденХиллс» — Abbott принадлежит 98,3 % акций компании.

### Руководство
Генеральный директор — Иван Поляк (с июля 2019 года по 2024).
Генеральный директор — Зазулевская Мария (с 2024).
Генеральный директор - Степан Москалев (с 2025)

## Деятельность
Основной продукцией компании являются дженерики, онкологические препараты и медицинские пластыри.

### Дочерние и зависимые компании и предприятия
Компании «Верофарм» принадлежат три завода:
- Воронежский химико-фармацевтический завод
- Белгородское предприятие по изготовлению готовых лекарственных форм
- Завод «Верофарм» в п. Вольгинский Владимирской области

## История
Компания основана в январе 1997 года акционерами «Аптечной сети 36,6».
В 2006 году компания «Верофарм» вышла на IPO.
В сентябре 2013 года 52,01 % акций компании за 5 млрд рублей купила компания «ГарденХиллс», принадлежащая российскому предпринимателю Роману Авдееву.
В феврале 2014 года ООО «ГарденХиллс» увеличил долю в «Верофарм» с 52,01 % до 81,12 %.
В июне 2014 года американская корпорация Abbott объявила о покупке «Верофарм» за $631 млн. Сделка была закрыта в декабре 2014 года.